# Hyazinthkolibri
Der  Hyazinthkolibri (Boissonneaua jardini) ist eine Vogelart aus der Familie der Kolibris (Trochilidae). Die Art hat ein großes Verbreitungsgebiet, das etwa 35.400 Quadratkilometer in den südamerikanischen Ländern Ecuador und Kolumbien umfasst. Der Bestand wird von der IUCN als „nicht gefährdet“ (least concern) eingeschätzt.

## Merkmale
Der Hyazinthkolibri erreicht eine Körperlänge von etwa 11 Zentimetern. Der gerade, relativ kurze Schnabel wird etwa 18 Millimeter lang. Bei guten Lichtverhältnissen schimmert der Kolibri farbenprächtig. Meist scheint er aber einfach nur schwarz zu sein. Der Kopf, der Nacken und die Kehle sind schwarz und ähneln dem Aussehen eines Hutes. Dabei hat er einen funkelnden purpurnen Scheitel. Minimale Anzeichen dieses Purpurs finden sich auch an der Kehle. Der Rücken glänzt blaugrün. Der Flügelbug und das Unterteil des Flügels sind kastanienbraun gefärbt. Die Brust und der Bauch glänzen lila. Die inneren Steuerfedern sind schwarzbronze und werden nach außen weiß mit schwarzen Flecken.

## Habitat

Verbreitung des Hyazinthkolibris

Der Hyazinthkolibri bewegt sich im Kronenbereich der Bäume. Hier ist er in der Nähe von Gebirgsausläufern und subtropischen Wäldern der westlichen Anden zu Hause. Sehr selten sieht man ihn in niedriger bis halbhoher Vegetation. Der Vogel ist in Höhen zwischen 350 und 2200 Metern präsent. In Ecuador kann man im Süden der Provinz Pichincha nahe Mindo und Nanegal auf ihn treffen. In Kolumbien findet man ihn am Oberlauf des Río San Juan sowie südwärts davon.

## Verhalten
Das Verhalten des Hyazinthkolibris ist dem des Rotbauchkolibris sehr ähnlich. Allerdings gibt es markante Unterschiede, was die Meereshöhe, in der die beiden Arten sich aufhalten, betrifft. Der Hyazinthkolibri ist an Blüten relativ territorial. Man findet ihn meist in den Baumkronen. Nach Landungen spreizt er ein bis zwei Sekunden seine Flügel. Vorzugsweise klammert er sich während der Nahrungsaufnahme fest und hebt dabei ebenfalls die Flügel. Der Vogel zeigt ein beachtliches aggressives Verhalten. Man sieht in nie in größeren Gruppen. Ist ein Weibchen in der Nähe, wird es vom Männchen umrundet. Später landet das Männchen nahe dem Weibchen und zwitschert. Dies geht später in eine Art Summen über.

## Unterarten
Es ist bisher keine Unterart des Hyazinthkolibris bekannt. Die Art gilt deshalb als monotypisch.

## Etymologie und Forschungsgeschichte
Das Typusexemplar des Hyazinthkolibris stammte aus der Gegend um die Parroquia Nanegal in der Provinz Pichincha und wurde von Jules Bourcier bei seiner Rückkehr aus Ecuador mitgebracht. Bourcier beschrieb den Hyazinthkolibri unter dem Namen Trochilus Jardini. Erst später wurde er der Gattung Boissonneaua Reichenbach, 1854 zugeordnet.  Der Gattungsname Boissonneaua wurde zu Ehren des Okularisten, Ornithologen und Naturalienhändlers Auguste Boissonneau vergeben. Das Artepitheton ist dem Ornithologen William Jardine, 7. Baronet of Applegarth (1800–1874) gewidmet.